# FIFA 앤섬
FIFA 앤섬(FIFA Anthem 또는 FIFA Hymn)는 프란츠 렘브르트가 작곡한 기악곡으로, FIFA 월드컵, FIFA 여자 월드컵, FIFA U-20 월드컵, FIFA U-17 월드컵, FIFA U-20 여자 월드컵, FIFA U-17 여자 월드컵, FIFA 풋살 월드컵, FIFA 비치사커 월드컵, FIFA 클럽 월드컵 등 FIFA 주관의 월드컵과 국제 친선 경기의 선수 입장시에 사용되는 노래이다. 미국에서 개최된 1994년 월드컵에서 처음으로 사용되었다. 곡의 길이는 3분 26초이다.

## 같이 보기
- AFC 앤섬